# Vincenzo Albrici
Vincenzo Albrici (Rome, 26 juni 1631 – Praag, 8 augustus 1696) was een Italiaans componist, toetsenist, organist en kapelmeester. Hij musiceerde onder andere aan de hoven in Stockholm, Dresden en Londen. Albrici was de zoon van de contra-alt Domenico Albrici.

## Carrière

### Zweden
In december 1652 kwam Albrici na zijn studie bij onder anderen Giacomo Carissimi te hebben gevolgd samen met zes castraten en een aantal niet-gecastreerde zangers, musici en de instrumentmaker Girolamo Zenti naar Stockholm om bij het hof van Christina I van Zweden te spelen. Albrici was de leider van dit ensemble en wordt in eigentijdse documenten kapelmeester van Italië genoemd. In Zweden componeerde hij ook muziek zoals het vocale concert Fader wår. Ook schreef hij toen hij in Stockholm verbleef Laboravi clamans.

### Duitsland
Albrici verliet samen met Christina tijdens de zomer van 1654 Zweden. Nadat ze kort in Stuttgart waren geweest reisden ze in 1656 verder naar Dresden, waar hij kapelmeester werd aan het hof van de keurvorst Johan George II van Saksen. Hij was daar aan het hof aangesteld met enkele onderbrekingen (met name reizen naar onder andere Engeland en Rome) tot aan de dood van Johan George in 1680. In 1681 werd hij organist van de Thomaskirche in Leipzig en bekeerde zich tot het lutheranisme. Een jaar later bekeerde hij zich weer tot het katholicisme en werd hij organist van de Thomaskerk in Praag tot aan zijn dood in 1696.